# إكليل الورد (مسلسل)
إكليل الورد (بالتركية: Çemberimde Gül Oya) هو مسلسل تلفزيوني درامي اجتماعي سياسي تركي، صدر عام 2004 من إخراج كاجان إرماك. يعرض المسلسل حياة المجتمع التركي قبل الانقلاب العسكري في تركيا عام 12 سبتمبر 1980، بدأ بثه لأول مرة على قناة كانال دي في 3 سبتمبر 2004 وانتهى بعد 40 حلقة في 1 يوليو 2005.
كان العمل أول مسلسل تركي مدبلج للغة العربية باللهجة السورية يعرض على شاشات الوطن العربي منها قناة "إم بي سي 4". ليكون بوابة نجاح الدراما التركية في العالم العربي، وقد صرح المخرج شاجان إرماك قائلا : «"إنها معجزة أن ينجح هذا المسلسل"».

## البث
| الدولة   | القناة الباثة | التاريخ    | الرابط على القناة |
| -------- | ------------- | ---------- | ----------------- |
| المغرب   | دوزيم         | 2007 و2008 | دوزيم             |
| السعودية | "إم بي سي 4". | 2007       |                   |
| تركيا    | كانال دي      | 2004       |                   |

## القصة
القصة تدور حول فتاة صحفية مجتهدة في عملها اسمها (فرح) يطلب منها رئيس عملها بأن تحضر مقالا عن الشباب بفترة السبعينيات فتذهب وتخبر أمها (سمر) وتطلب منها المساعدة فتحكي سمر قصتها.
بأنها كانت تعيش في بيت تملكه سيدة يونانية وتعيش مع (سونيا) وأبيها (غازي) وحفيدها (كنان).
وعائلة أخرى تتألف من (جمانة) وزوجها (إبراهيم) وابنتها (جميلة).
وفتاة اسمها (حنان) التي كانت تعمل مغنية.
وكانت (جميلة) تحب شخصا اسمه (وحيد).
وأما أسرة سمر فكانت تتألف من زوجها (أمجد) وأمه (خديجة)..

### الاحداث في السبعينيات
بعدما تزوجت سمر من أمجد يرفض ابيها ذلك لكنها تعارض وتحبه أكثر فأكثر، وتقوم هناك اشتباكات بين مجموعة شباب من ضمنهم أمجد وبين الحكومة التركية حيث يسجن أمجد لشهور قليلة، وتهرب جميلة مع حبيبها وحيد
لكن ابن عمها المغرم بها (مأمون) يكشف مكانهما لكن وحيد وجميلة هربوا وسيسافران إلى انطاليا لكي يتزوجا هناك وتذهب جميلة لرؤية سمر قبل سفرهما بيوم وبينما هو ينتظر جميلة اتت واذ راها والدها ويحدث اشتباك عنيف بين اب جميلة واعدائه ويذهب وحيد ضحية هذا الاشتباك. تتفاجئ جميلة وتنصدم صدمة قوية تجعلها
لاتتكلم مع أحد، اما حنان فتترك زوجها السابق(سليمان) وتتزوج من شخص ثري اسمه (عماد) لكن امه ترفض ذلك وبعدها
يمرض عماد حتى الموت وتأخذ امه حنان وتختفي حنان نهائيا، تلد سمر بنت هي فرح ومن سماها بهذا الاسم هي جميلة وكانت هي أول كلمة نطقتها، يتزوج مأمون من جميلة ويذهبون إلى الضيعة، ويطلب أمجد في الجيش ويذهب وبعدها لايرى ابدا ،وتأتي (سلمى) ام كنان وبنت سونيا وتأخذ كنان معها إلى ألمانيا حيث تعمل هناك، تموت جمانة وإبراهيم وتأتي عائلة ثرية إلى صاحبة المنزل اليونانية ويطلبون شراء المنزل ثم تقبل طلبهم وتطلب من (سونيا-سمر-أمجد-غازي) ترك البيت ويتركونه

### الاحداث في القرن الواحد والعشرين
تقوم سمر بتأليف كتاب يحكي قصتها في السبعينات وتستمر بتأليف وفي يوم من الايام كان أمجد وسمر في حفلة وكانوا شاربين ويعملوا حادث وأمجد في حالة خطيرة وسيعيش على الأجهزة لكن سمر تقول ليموت لا فائدة من بقائه هكذا وتقرر ان تعطي كليته لمريض بحاجة إليها.
ويموت أمجد وفرحت سمر لاجل موته لانع سيرتاح وعندما كانت فرح واقفة على القبر ياتي كنان من ألمانيا ويخبرها بانه كنان وان سمر تعرفه
تذهب سمر إلى الضيعة للبحث عن جميلة لكنها تتفاجئ بأنها مسافرة فتعود إلى إسطنبول وكانت هناك أمراة
طاعنة في السن كانت تذهب إليها سمر كل فترة وكانت هذه العجوز هي سونيا ثم تمرض سمر وتحلم في منامها
ان جميلة قد اتت ولاتفتح سمر عيناها الا وتجد جميلة امامها وقد تغير شكلها فتقوم وتضمها ويأتي كنان ويرى
جميلة ويضمها ثم تطبع سمر كتابها وتبيعه فيالمكتبات وتجلس وبجانبها جميلة ويأتي كل مشتري إلى سمر فتسأله عن اسمه
وتكتب اسم المشتري وتوقع على الكتاب ثم ياتي بعض اصحاب فرح ويدلوها على حنان ويقولون ان حنان احترق وجهها
وانها ستكون مغطاة بقماش اسود تذهب فرح وتعثر على حنان وتقرأ فرح بعضا من القصة على حنان
ثم تتذكر حنان الأحداث التي قرأتها فرح وتذهب حنان مع فرح وتدخل المكتبة وتأخذ كتاب وتذهب حنان إلى سمر لتوقع على الكتاب فتسأل سمر حنان عن اسمها فتقول (حنان يوسف) فتعرف سمر بأنها حنان وتعرف جميلة أيضا بذلك
فيقوما بضمها ثم تأتي شركة لأنتاج السينما وتقوم بعمل قصة سمر إلى مسلسل فيستدعوا كلا من (سمر-فرح-كنان-سونيا-جميلة-حنان) ويتزوج كنان وفرح وبهذا تنتهي قصة المسلسل

## طاقم العمل
- توبا بويوكستون
- Selda Alkor
- أوزغه أوزبرك
- محمد علي نور أوغلو
- Kenan Bal
- إيشيل يوجيسوي
- مليسا سوزن
- شريف سيزر
- Suzan Aksoy
- Mahmut Gökgöz
- فوسون إيربولاك
- غونكاغول سونار
- ليفينت يلماز

## وصلات خارجية
- إكليل الورد على موقع IMDb (الإنجليزية)
- إكليل الورد على موقع قاعدة بيانات الفيلم (الإنجليزية)